# Pramod Chandra
Pramod Chandra (Benarés, 20 de noviembre de 1930-19 de febrero de 2016) fue un historiador del arte, curador y educador indio. Se desempeñó como profesor George P. Bickford de arte indio y del sur de Asia en la Universidad de Harvard desde 1980 hasta 2004. En 1985, fue comisario de la exposición La escultura de la India: 3000 a. C.-1300 d. C. en la Galería Nacional de Arte en Washington D. C..

## Biografía
Chandra nació en Benarés, India, y asistió al Elphinstone College en Bombay. Su padre era el curador del museo e indólogo, Moti Chandra. Después de Elphinstone, Chandra obtuvo una licenciatura en Ciencias de la Escuela de Servicio Exterior de la Universidad de Georgetown. Luego regresó a la India y se unió al Departamento de Arte y Arqueología del Museo Príncipe de Gales (ahora Chattrapathi Shivaji Vastu Sanghralaya) y obtuvo un doctorado de la Universidad de Bombay en 1964. Luego se mudó a los Estados Unidos para unirse a la Universidad de Chicago, donde se convirtió en profesor en 1971. Permaneció allí hasta 1980, cuando fue nombrado profesor George P. Bickford de arte indio y del sur de Asia en la Universidad de Harvard. Se retiró del cargo en 2004.

## Publicaciones
- Chandra, Pramod (1983). On the Study of Indian Art. Harvard University Press. ISBN 978-0674732377.[6]
- Chandra, Pramod (1999). The Sculpture of India: 3000BC-1300AD. Harvard University Press. ISBN 978-0674795907.[7]